# IBM RAD6000

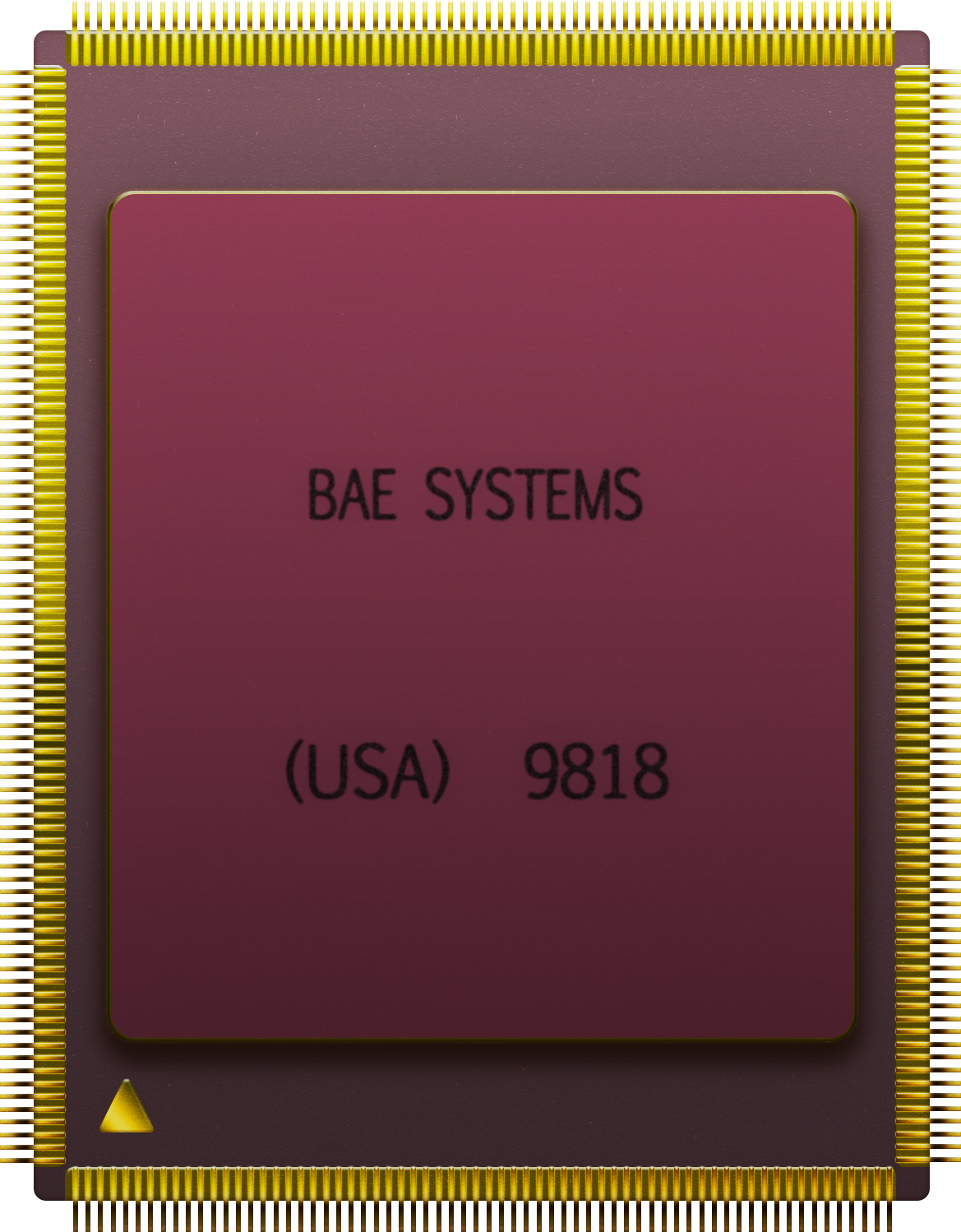
Vue d'artiste d'un microprocesseur RAD6000.

Le IBM RAD6000 est un ordinateur embarqué conçu pour résister aux radiations. Il est principalement connu pour être l'avionique de plusieurs sondes spatiales de la NASA.

## Histoire
Le RAD6000 a été conçu au début des années 1990 par une branche de IBM (depuis faisant partie de BAE Systems) lorsque cette dernière travaillait pour le Air Force Research Laboratory (AFRL) .
Le successeur du RAD6000 est le RAD750, basé sur le processeur PowerPC 750, qui est notamment utilisé par la sonde Mars Reconnaissance Orbiter de la NASA.

## Caractéristiques
Cet ordinateur consiste en une seule carte. Le CPU de l'ordinateur RAD6000 est un processeur RISC. 
L'ordinateur RAD6000 peut réaliser 35 MIPS à sa fréquence maximale qui est de 33 MHz. Mais cette fréquence peut être réduite de manière à économiser l'énergie. À sa fréquence maximale, sa consommation est de moins de 10 watts, alors qu'à sa plus basse fréquence qui est de 4,1 MHz, elle est de 2,5 watts. Conçu pour fonctionner dans l'espace, ses températures de fonctionnement vont de −25 °C à 105 °C .
Il ne dispose d'aucune pièce mobile (un disque dur est donc exclu). Différentes interfaces avec des mémoires sont disponibles : mémoire vive statique (SRAM), mémoire morte (PROM), and mémoire morte effaçable électriquement (EEPROM). Dans certaines configurations, la mémoire vive statique peut être remplacée par de la mémoire vive dynamique (DRAM). La taille de ces mémoires peut aller jusqu'à 128 Mo,,. 
Le système d'exploitation temps réel généralement utilisé est VxWorks. Cette carte peut aussi être programmée en ADA.
En 2004, un RAD6000 était vendu entre 200 000 et 300 000 dollars .

## Utilisation
En plus de nombreux satellites, le RAD6000 est, ou a été, utilisé par :
- les robots de la mission Mars Exploration Rover
- le robot de la mission Mars Pathfinder
- la sonde Deep Space 1 qui a testé la propulsion ionique
- les satellites Mars Polar Lander et Mars Climate Orbiter
- le satellite Mars Odyssey
- le Télescope spatial Spitzer
- la sonde mercurienne MESSENGER
- la sonde STEREO
- la sonde IMAGE
- les sondes Genesis et Stardust
- le robot martien Phoenix
- la sonde d'étude des astéroïdes DAWN